# Dunn's River Falls
Dunn's River Falls neboli vodopády na řece Dunn jsou jedna z nejznámějších turistických atrakcích na Jamajce. Jde o přírodní park s bohatou faunou, flórou a kaskádovitými vodopády.

## Obecné informace
Dunn's River Falls tvoří pomyslné schodiště vápencových útvarů, které se svažují na pláž, přičemž po něm stéká osvěžující voda. Rozkládá se na více než 183 metrech. Je tu několik oddělených kaskád, které padají přímo do kotle dole, jiné vstupují do řeky přes řadu malých kataraktů. Tyto malé katarakty jsou přerušovány římsami z odolné horniny, která tříští proudící vodu v oblaka mlhy a tříště. Slunce pak doplňuje celý efekt divadlo zářivými proměnlivými duhami. Výchozy skály mezi kaskádami jsou pokryty hustými porosty stromů a listí, palmy, bambusy, a kapradiny reprezentují okolní prales. Pod stromy září z podrostu divoké květy - begonie, bromélie, a orchideje. Tyto barevné orgie doplňují ptáci a jiné pestře barevné druhy poletují v korunách stromů.
Vodopády vypadají nejlépe v období dešťů od listopadu do března, ale krásné jsou v každém čase. I přes dojem trvalosti, vyvolaný nepřetržitým hlukem vod, mohou vodopády skoro zmizet. Oblast je známá jako tzv. "Las Chorreras" , což znamená proudící vody. Význam "Las Chorreras" byl postupem času pozměněn na "Ocho Rios", což znamená osm řek. Místní dnes zkráceně říkají Ochi. Nicméně osm řek ve skutečnosti v okolí není, nachází se zde pouze čtyři řeky. Tyto čtyři řeky jsou známé jako Cave River, Roaring River, Turtle a Dunn. Charakteristické jsou svým nekonečným prouděním, rychlými spády a propojenými kaskádami, které ústí do Karibského moře.

## Geografie
Vodopády leží v blízkosti Ocho Rios, které je druhým největším městem Jamajky. Nachází se zhruba uprostřed severního pobřeží. Ocho Rios slouží jako rekreační zóna a místo relaxace i pro obyvatele 90 km vzdálené metropole Kingstonu. V letovisku Ocho Rios žije přibližně 100 000 obyvatel. Dříve to byla menší rybářská vesnička, ale díky turismu se rychle rozrůstala. Dnes se zde nachází mnoho luxusních hotelů a bílé písečné pláže s průzračným mořem.
Mezi hojně navštěvované pláže patří Royal Plantation, Sandals Grande Ocho Rios a další. Letovisko je taktéž velkým lákadlem mnoha vodních sportů. Na své si zde přijdou především příznivci potápění. Pod hladinou se pro milovníky potápění nachází pozoruhodný podmořský svět. V Ocho Rios kotví mnoho výletních lodí, které proplouvají Karibikem, takže každou chvíli je přístav zaplaven vlnou turistů, kteří touží nasát jamajskou atmosféru.

## Historie
Dunn's River Falls a přilehlý park mají velmi zajímavou historii. Jako první tuto oblast z Evropy osídlili Španělé. Právě ti zdejší oblast pojmenovali "Las Chorreras", tedy Proudící vodopády. Měli tím na mysli právě vodopády Dunn's River Falls. V roce 1657 se v blízkosti řeky Dunn odehrála velká bitva mezi vojsky Anglie a Španělska o ovládnutí ostrova, kterou Anglie vyhrála. Prvním anglickým vlastníkem této oblasti byl Charles Pryce. Angličané však název oblasti špatně pochopili jako Ocho Rios, neboli Osm řek. Tohoto názvu užívali, přestože osm řek se zde nevyskytovalo. Okolí řeky Dunn se později stalo součástí 276 akrů Belmont majetku, který byl získán vládou v roce 1972. Od této doby probíhalo proporcionální rozšíření, vytváření cest skrz oblast, rekreační místa a zábavné vybavení pro turisty.
Oblast je spojena se zemědělstvím a především pěstováním cukrové třtiny. V 19. století zde byly rozsáhlé plantáže cukrové třtiny a jamajského pepře (nové koření). Již ve 20. letech 19. století se z plantáže Shaw Park stal první hotel, který měl přilákat turisty. Navíc v půdě byl nalezen cenný minerál bauxit, díky němuž se rozhodlo o výstavbě přístavního terminálu. Bažiny v této oblasti časem vyschly, navezlo se na ně několik tisíc tun písku a tak vznikly pláže jako např. Turtle Beach nebo Columbus Foot.

## Turismus
Park Dunn's River Falls je známý převážně pro své vodopády, avšak poskytuje i mnoho dalších lákadel jako je zahrada Shaw Park, muzeum Coyoba River, které vystavuje historii indiánské vesnice Taíno, či exkluzivní vila a původní dům Iana Fleminga, autora románů s Jamesem Bondem. Vyhledávaný je však především pro možnost procházet se mezi vodopády. Sestup nebo výstup není nikterak nebezpečný, neboť voda protéká pouze do výšky kotníků. Vzhledem k tropickému klimatu je výlet u turistů velmi oblíben. V případě úrazu je na místě zajištěna kvalifikovaná první pomoc. Výstup je dlouhý zhruba hodinu. Terasovité vodopády jsou cca 55 metrů široké a 180 metrů dlouhé, s výškovým převýšením 55 metrů. Jsou jako obří přírodní schody obsahující i umělá vylepšení. Tento přírodní skvost doplňuje několik malých lagun. Vodopády stékají do Karibského moře na západním pobřeží Jamajky poblíž atraktivní pláže s jemným bílým pískem.

## Zajímavosti
Krásy Dunn's River Falls je možné vidět v několika známých filmech. Nejznámějším filmem, který se zde natáčel, je bezpochyby první bondovka Dr. No z roku 1962. Ian Fleming, který je autorem románové předlohy k tomuto filmu, se do Jamajky přímo zamiloval. Film obsahuje známou scénu s Ursulou Andress vystupující z vody na zdejší pláž. V roce 1988 zde byly natáčeny scény z filmu Koktejl s Tomem Cruisem. Přírodních scenérií bylo využito i při focení v reality show Amerika hledá topmodelku (série číslo devatenáct).

## Fotogalerie

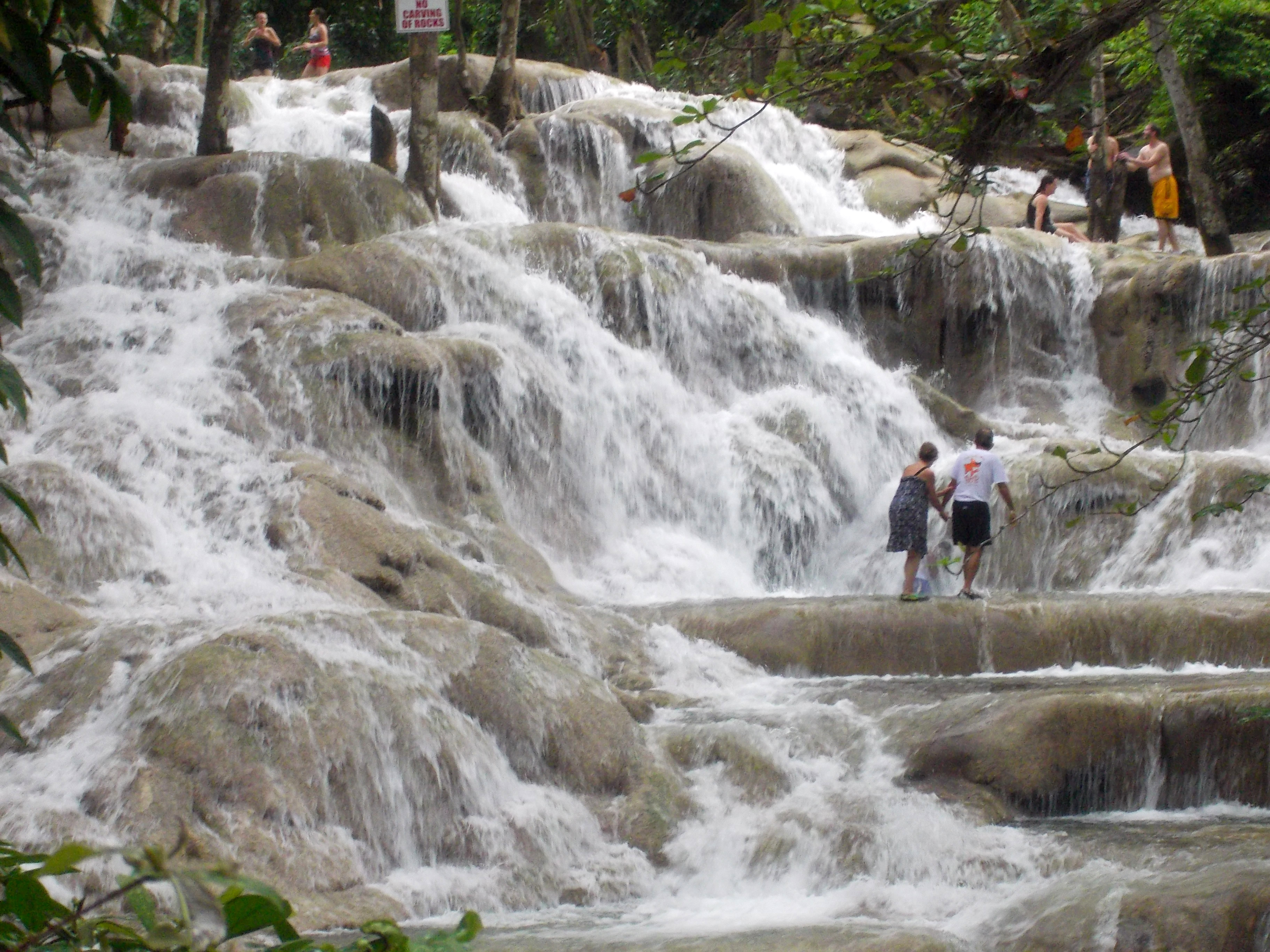
Dunn's River Falls
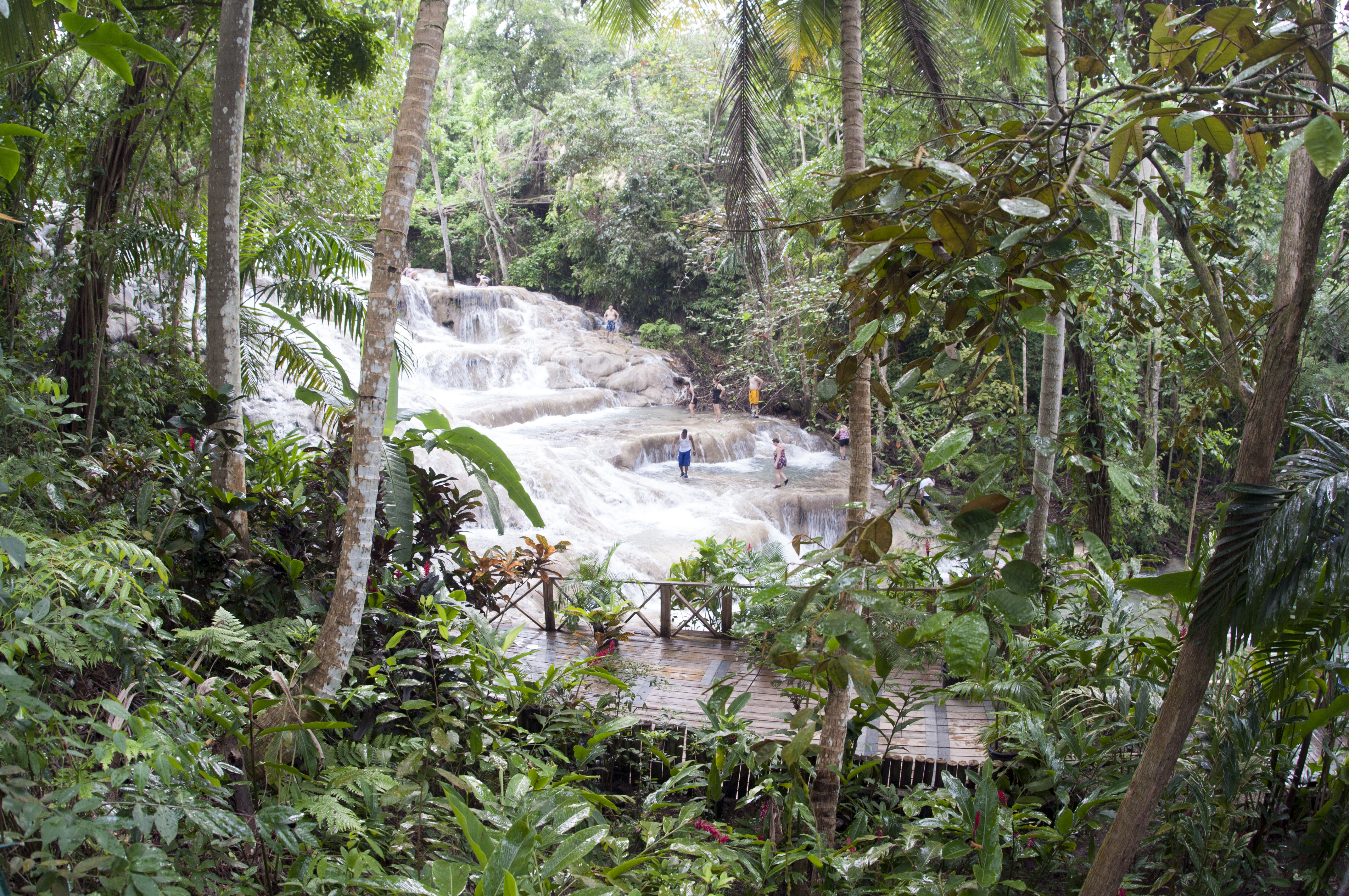
Dunn's River Falls
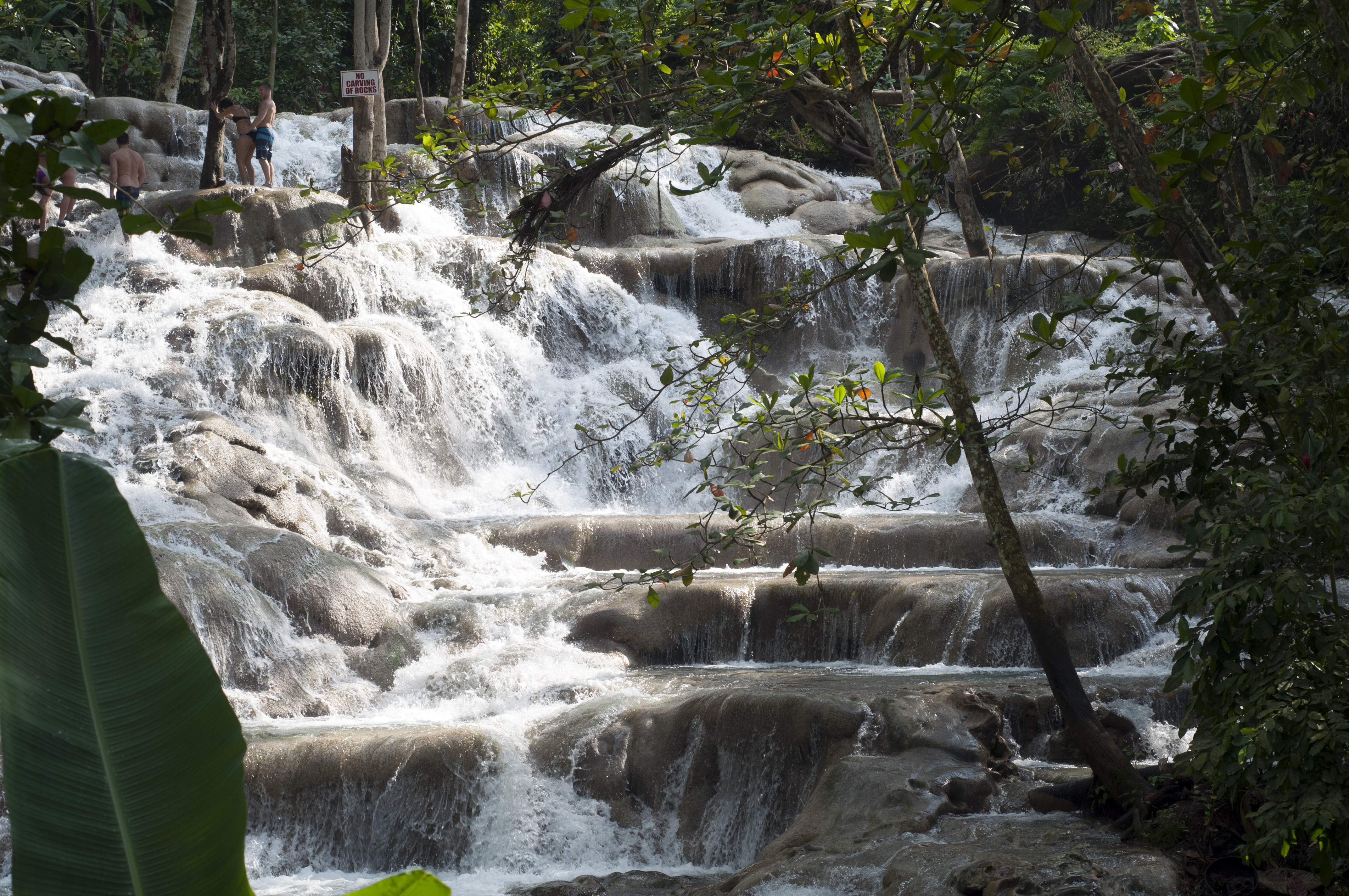
Dunn's River Falls